# 琴海町
琴海町（きんかいちょう）は、長崎県の西彼杵半島にあった町。西彼杵郡に属していた。
2006年1月4日に長崎市に編入され、自治体としては消滅した。
本項では、現在の長崎市の一地区としての琴海（きんかい）についても記述する。琴海地区（長崎市役所琴海地域センター管内）の人口は12,313人（2018年2月末日時点、住民基本台帳）。

## 地理
西彼杵半島の東部に位置する。町の西部は標高561mの長浦岳や飯盛山などが連なり、町全体が東向きのなだらかな斜面となっている。斜面には照葉樹林やスギ、ヒノキ林、ミカン畑などが広がる。
海岸は大村湾に面し、リアス式海岸で複雑に入り組んでいる。町の北部には尾戸半島が南に伸びており、半島に挟まれた形上湾は波が穏やかである。海岸沿いにはわずかながら平地があり、田やブドウ畑、ビニールハウスなどが多い。国道206号もこの平地を南北に走る。
1960年代には町の南部に琴海ニュータウンが造成され、1980年代後半からは海岸の半島部に相次いで3つのゴルフ場が作られた。

## 歴史
- 1889年（明治22年）4月1日 - 町村制施行により、西彼杵郡のうち後の町域にあたる村松村、長浦村がそれぞれ単独村制にて発足。
- 1959年（昭和34年）1月15日 - 村松村の一部（村松郷・戸根郷・西海郷）[2]と長浦村が対等合併し、琴海村が発足。村名の由来は、大村湾の別名「琴湖（ことのうみ）」による[3]。
- 1969年（昭和44年）1月1日 - 琴海村が町制施行。琴海町となる。
- 2006年（平成18年）1月4日 - 長崎市へ編入し、琴海町は自治体として消滅。

## 町名
琴海町時代は郷を行政区域とし、大字は設置しなかった。2006年の長崎市編入と同時に郷を廃して町名設置を実施し、旧来の「郷」を「町」に置き換えそのまま町名となった。一部は町名の先頭に「琴海」を付したが、各町の住民の意志によって「琴海」の有無を決めたため、町によってばらつきがある。
| 1889年4月1日-1959年1月14日 | 1889年4月1日-1959年1月14日 | 1959年1月15日-2006年1月3日 | 1959年1月15日-2006年1月3日 | 2006年1月4日- | 2006年1月4日- | 現在         |
| 自治体名                   | 郷                         | 自治体名                   | 郷                         | 自治体名      | 町名          | 現在         |
| -------------------------- | -------------------------- | -------------------------- | -------------------------- | ------------- | ------------- | ------------ |
| 長浦村                     | 尾戸郷                     | 琴海町 (琴海村)            | 尾戸郷                     | 長崎市        | 琴海尾戸町    | 琴海尾戸町   |
| 長浦村                     | 大平郷                     | 琴海町 (琴海村)            | 大平郷                     | 長崎市        | 琴海大平町    | 琴海大平町   |
| 長浦村                     | 形上郷                     | 琴海町 (琴海村)            | 形上郷                     | 長崎市        | 琴海形上町    | 琴海形上町   |
| 長浦村                     | 長浦郷                     | 琴海町 (琴海村)            | 長浦郷                     | 長崎市        | 長浦町        | 長浦町       |
| 長浦村                     | 戸根原郷                   | 琴海町 (琴海村)            | 戸根原郷                   | 長崎市        | 琴海戸根原町  | 琴海戸根原町 |
| 村松村                     | 戸根郷                     | 琴海町 (琴海村)            | 戸根郷                     | 長崎市        | 琴海戸根町    | 琴海戸根町   |
| 村松村                     | 村松郷                     | 琴海町 (琴海村)            | 村松郷                     | 長崎市        | 琴海村松町    | 琴海村松町   |
| 村松村                     | 西海郷                     | 琴海町 (琴海村)            | 西海郷                     | 長崎市        | 西海町        | 西海町       |

### 現在の町名
琴海大平町（おおひら）
自治会: 江の平、旭ヶ丘
町内を県道242号が縦断する。国道206号(形上町)と西海市西彼町宮の浦方面を結ぶ。湾頭の低地は農業地区で、北部の丘陵地区もハウス栽培やミカンの農業地区である。西部の旭ヶ丘は住宅団地である。
琴海尾戸町（おど）
自治会: 小口、尾戸中央、名串、張岳
尾戸半島を占める。両側の海岸はリアス式海岸である。低山性丘陵で、海岸沿いに集落が点在する。農業中心で、ハウス栽培中心だが、湾岸の集落は漁業を副業にする農家もある。中央部にはゴルフ場もある。尾戸小学校がある。
琴海形上町（かたがみ）
自治会: 形上、楠原、大子
国道206号沿いの低地部と、県道204号沿いの山間部に分かれる。国道沿いの平地は農業地区で、米や野菜を作る。形上集落に住宅が集中する。山間部の楠原・形上岳集落は林業地区で散村。
琴海戸根町（とね）
自治会: 中、上、見上、崎山、鴨池、松山、学園台、楢、脇崎、コスモヒル
長崎市中心部のベッドタウンとして人口が増加している。中部に鴨池団地がある。歌手・タレントのさだまさしが所有することで知られる詩島は当町に属する。戸根原町との境界（長浦地区と村松地区の境界）付近に琴海中学校がある。
琴海戸根原町（とねはら）
自治会: 戸根原、土井の浦
低平で、琴海地区一の平地を持つ。中央部を国道206号が通り、国道を中心に集落が散在する。西部の丘陵地区は樹園地でさらに西側の高地は林業地区である。東部にパサージュ琴海がある。
長浦町（ながうら）
自治会: 手崎、桜谷、桜谷第1、赤水、長浦、神上
琴海地区の中央部でなおかつ中心部である。国道206号沿線に住宅や商店がある。丘陵地区は農業地区である。市役所琴海地域センター長浦事務所、長浦小学校がある。外海地区・西海市大瀬戸町にまたがり県民の森がある。
西海町（にしうみ）
自治会: 東、中川内、谷口、松の迫、平床、つくも、岩立、桂山、西海岳、有道、谷門、琴海ニュータウン1〜3区
もっとも旧市に近い区域で、長崎市中心部のベッドタウンとしての開発が進む。8つある琴海地区の町のうち当町だけで琴海地区の4割の人口を持つ。また、北東部は琴海ニュータウンとして開発されており、当町の人口の半分がニュータウンの住民である。国道の西海交差点を中心に住宅や商店が広がり、県道・市道合計3本が山間部の集落へ向けて伸びる構造である。県道115号は三京町を経由し三重町、県道204号は村松町・戸根町高部を経由し県民の森、そして、市道は畝刈町・新長崎漁港方面に向かう。市道が一番交通量が多い。長崎明誠高校がある。
琴海村松町（むらまつ）
自治会: 大石、海陽の丘、村松、風明
西海町に接する南部は、村松地区の旧来からの中心部である。村松小学校・市役所琴海地域センター(元は村松出張所だったが、こちらを本庁に改組)がある。西海町と合わせて長崎市中心部のベッドタウンとして開発が進む。北部は国道沿いに、また北西の山間部は県道204号沿いに集落が点在する。

## 行政
- 町長 ： 岩永照男（最終代）

## 教育
高等学校
- 長崎県立長崎明誠高等学校

中学校
- 琴海町立琴海中学校(現・長崎市立琴海中学校)

小学校
- 琴海町立村松小学校(現・長崎市立村松小学校)
- 琴海町立長浦小学校(現・長崎市立長浦小学校)
- 琴海町立尾戸小学校(現・長崎市立尾戸小学校)
- 琴海町立形上小学校(現・長崎市立形上小学校)

## 交通
- 最寄り空港は長崎空港。
- 最寄り鉄道駅は長崎本線長与駅。大村線ハウステンボス駅もしくは早岐駅。

### バス路線
- 長崎自動車
  - 茂木、茂木港、北浦 - 琴海ニュータウン
  - 長崎新地ターミナル - 琴海ニュータウン、長浦、大串、亀浦風早、時津桜の里ターミナル、石原
  - 時津 - 尾戸・小口港
  - 琴海ニュータウン - 長崎駅前

### 道路
最寄りインターチェンジ（自動車専用道路＜高速道路に接続＞）は川平有料道路井手園インターチェンジもしくは西九州自動車道佐世保大塔インターチェンジ、佐世保三川内インターチェンジ

### 一般国道
- 国道206号

### 県道
- 長崎県道57号神ノ浦港長浦線
- 長崎県道204号奥ノ平時津線
- 長崎県道229号扇山公園線
- 長崎県道242号形上宮浦線

## 産業
農業が中心で、ミカン、スイカ、ブドウ（巨峰）、イチゴ、アスパラガスなどの栽培が行われている。また、大村湾ではナマコ、カキなどが漁獲され、真珠養殖もおこなわれている。国道沿いにはこれらの生産者直売所が多い。

## 名所・旧跡・観光スポット・祭事・催事

### 名所・旧跡・観光スポット
- ながさき県民の森
- 自証寺
- 塩垂島
- 詩島（さだまさしが所有する島）

### 祭事・催事
- 戸根浮流